# Yeşilöz, Beytüşşebap
Yeşilöz là một xã thuộc huyện Beytüşşebap, tỉnh Şırnak, Thổ Nhĩ Kỳ. Dân số thời điểm năm 2011 là 258 người.